# Puščino
Puščino (rusky Пу́щино) je město v Moskevské oblasti v Ruské federaci. Leží na Oce přibližně 120 kilometrů jižně od Moskvy a při sčítání lidu v roce 2010 v něm žilo přibližně dvacet tisíc obyvatel.
Dějiny města začínají v roce 1956, kdy bylo místo vybráno pro stavbu radioteleskopu, jenž se stal součástí Puščinské radioastronomické observatoře. Povahu vědeckého městečka si Puščino drží nadále, je zde několik ústavů Ruské akademie věd.

## Historie
Svůj soudobý název město získalo od vesnice Puščino, která se nacházela na severozápadním okraji a bylo poprvé zmíněno v katastrech dob Ivana Hrozného jako jakési panské Puščino. V XVIII-XIX století. Na břehu řeky Oka vzniklo šlechtické sídlo Puščino-na-Oce (nyní opuštěný, havarijním stavu).